# Форт-Томпсон (Південна Дакота)
Форт-Томпсон (англ. Fort Thompson) — переписна місцевість (CDP) в США, в окрузі Баффало штату Південна Дакота. Населення — 1224 особи (2020).

## Географія
Форт-Томпсон розташований за координатами 44°3′27″ пн. ш. 99°24′56″ зх. д. / 44.05750° пн. ш. 99.41556° зх. д. (44.057582, -99.415513).  За даними Бюро перепису населення США в 2010 році переписна місцевість мала площу 32,63 км², з яких 26,88 км² — суходіл та 5,75 км² — водойми.

## Демографія
Згідно з переписом 2010 року, у переписній місцевості мешкали 1282 особи в 319 домогосподарствах у складі 256 родин. Густота населення становила 39 осіб/км².  Було 343 помешкання (11/км²).
Расовий склад населення:
| - 96,3 % — корінних американців - 2,8 % — білих - 0,2 % — чорних або афроамериканців |

До двох чи більше рас належало 0,7 %. Частка іспаномовних становила 1,8 % від усіх жителів.
За віковим діапазоном населення розподілялося таким чином: 41,5 % — особи молодші 18 років, 53,9 % — особи у віці 18—64 років, 4,6 % — особи у віці 65 років та старші. Медіана віку мешканця становила 22,2 року. На 100 осіб жіночої статі у переписній місцевості припадало 93,9 чоловіків;  на 100 жінок у віці від 18 років та старших — 89,4 чоловіків також старших 18 років.
Середній дохід на одне домашнє господарство  становив 37 456 доларів США (медіана — 28 203), а середній дохід на одну сім'ю — 36 377 доларів (медіана — 27 841). Медіана доходів становила 26 786 доларів для чоловіків та 25 833 долари для жінок. За межею бідності перебувало 43,2 % осіб, у тому числі 49,9 % дітей у віці до 18 років та 19,5 % осіб у віці 65 років та старших.
Цивільне працевлаштоване населення становило 382 особи. Основні галузі зайнятості: мистецтво, розваги та відпочинок — 28,0 %, освіта, охорона здоров'я та соціальна допомога — 27,5 %, публічна адміністрація — 22,8 %.